# Copenhagen Island
Copenhagen Island Hotel er et af Københavns store hoteller med 325 værelser. Hotellet ligger på en lille kunstig ø ved Københavns havn i området Kalvebod Brygge og åbnede den 25. juni 2006. Hotellet ejes af Arp-Hansen Hotel Group, der også ejer 12 andre hoteller i København, heriblandt Hotel Phoenix Copenhagen, Hotel Imperial, Wakeup Copenhagen og Tivoli Hotel. Copenhagen Island er tegnet af arkitekten Kim Utzon, der også har tegnet Tivoli Hotel og  Wakeup Copenhagen. Hotellets lobby præges af et stort glaskunstværk, der er lavet af kunsthåndværkeren Lin Utzon.